# Albulichthys albuloides
Albulichthys albuloides là một loài cá chép được tìm thấy ở Đông Nam Á. Nó là thành viên duy nhất trong chi đơn loài của nó.